# PNC Tower
La PNC Tower est un gratte-ciel de 151 mètres de hauteur construit à Cincinnati dans l'Ohio aux États-Unis en 1913 dans un style néo-classique. C'est le plus ancien gratte-ciel de Cincinnati. L'immeuble a été originellement construit pour abriter le quartier général de l'Union Central Life Insurance Company (en), fondée à Cincinnati en 1867. La firme quitta l'immeuble en 1964.
Au moment de sa construction, il était le cinquième plus haut immeuble du monde.
En 2023 c'était le troisième plus haut immeuble de Cincinnati.
À l'origine, l'immeuble était coloré en marron. Il a été peint en blanc dans les années 1940. Les façades de l'immeuble sont en briques.
L'immeuble a été conçu par l'architecte Cass Gilbert qui a achevé, la même année, le Woolworth Building à New York.